# Ommadawn
Ommadawn — третий студийный альбом Майка Олдфилда, записанный в период с января по сентябрь 1975 года и выпущенный в том же году на лейбле Virgin Records. Диск достиг четвёртого места в британском хит-параде альбомов. В 2010 году он был переиздан с дополнительными материалами.

## Список композиций

### Первоначальное издание
Сторона А
1. «Ommadawn, Part one» — 19:23

Сторона Б
1. «Ommadawn, Part two» — 13:54
2. «On Horseback» — 3:23

### Переиздание Mercury Records

#### Однодисковое издание
1. «Ommadawn (Part One)» 2010 Stereo Mix by Mike Oldfield
2. «Ommadawn (Part Two)» / «On Horseback» 2010 Stereo Mix by Mike Oldfield

#### Подарочное издание
CD 1
1. «Ommadawn (Part One)» 2010 Stereo Mix by Mike Oldfield
2. «Ommadawn (Part Two)» / «On Horseback» 2010 Stereo Mix by Mike Oldfield
3. «In Dulci Jubilo»
4. «First Excursion»
5. «Argiers»
6. «Portsmouth»

CD 2
1. «Ommadawn Part One» 1975 Stereo Mix
2. «Ommadawn (Part Two)» / «On Horseback» 1975 Stereo Mix
3. «Ommadawn (Lost Version)» 1975 Demo

DVD
1. «Ommadawn (Part One)» 2010 5.1 Surround Mix by Mike Oldfield
2. «Ommadawn (Part Two)» / «On Horseback» 2010 5.1 Surround Mix by Mike Oldfield
3. «In Dulci Jubilo»
4. «Portsmouth»

#### Back To Black Vinyl Edition
1. «Ommadawn Part One» 1975 Stereo Mix
2. «Ommadawn (Part Two)» / «On Horseback» 1975 Stereo Mix